# Kreveň

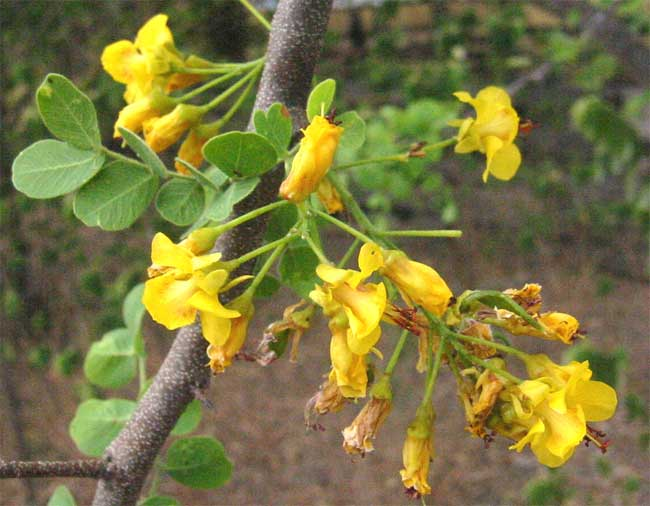
Květy kreveně Haematoxylum brasiletto

Kreveň (Haematoxylum) je rod rostlin z čeledi bobovité. Zahrnuje 3 druhy stromů a keřů, rozšířených v tropické Americe a jižní Africe. Kreveň obecná je vyhledávána a pěstována pro krvavě červené dřevo, z něhož se též extrahuje barvivo hematoxylin. Toto barvivo je používáno zejména k barvení biologických preparátů.

## Popis
Kreveně jsou keře nebo stromy. Listy jsou zpeřené nebo na bázi 2x zpeřené. Palisty jsou jehlicovité, opadavé. Květy jsou drobné, žluté, v úžlabních krátkých, řídkých hroznech. Kalich má 5 nestejných cípů. Tyčinek je 10 a jsou volné. Semeník je krátce stopkatý, se 2 až 3 vajíčky a nitkovitou čnělkou zakončenou hlavatou bliznou. Lusky jsou zploštělé, podlouhlé nebo kopinaté, tenké, pukavé.

## Rozšíření
Rod Haematoxylum zahrnuje 3 nebo 4 druhy, rozšířené v tropické Americe od Mexika po sever Jižní Ameriky, na Karibských ostrovech a v jižní Africe (H. dinteri).

## Ekologické interakce
Plody krevení jsou šířeny větrem.

## Obsahové látky
Dřevo kreveně obecné (Haematoxylum campechianum) obsahuje asi 10% červenohnědého fenolického barviva hematoxylinu, dále obsahuje pryskyřici, třísloviny a prchavý olej.

## Taxonomie
Rod kreveň je blízce příbuzný rodům sapan (Caesalpinia) a Cercidium. Někdy bylo jméno přechylováno na Haematoxylon, platná verze je však Haematoxylum.

## Zástupci
- kreveň obecná (Haematoxylum campechianum)

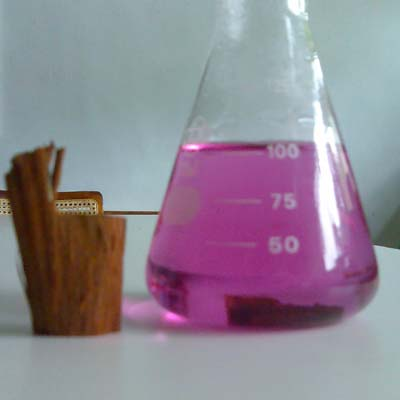
Kousek dřeva kreveně obecné a roztok obarvený hematoxylinem

## Význam
Kreveň obecná (Haematoxylum campechianum) má krvavě červené jádrové dřevo, které na vzduchu fialoví a později černá. Je to nevelký strom dorůstající výšek kolem 8 metrů. Pochází ze Střední Ameriky, je však pěstován i v jiných oblastech tropů, zejména v Asii. Ze dřeva je získáván hematoxylin, důležité barvivo používané zejména v medicíně, farmakologii a biologii k barvení preparátů. Je též používáno v medicíně jako adstringens při úplavici a průjmech a zřídka i k barvení vlny a bavlny.
V tradiční indické medicíně podobně jako v Latinské Americe má kreveň obecná význam při léčení nejrůznějších typů průjmových onemocnění. Barví moč i stolici na červeno.

## Přehled druhů
- Haematoxylum campechianum
- Haematoxylum brasiletto
- Haematoxylum dinteri
- Haematoxylum sousanum[5]